# ایان میلار
ایان میلار (انگلیسی: Ian Millar؛ زادهٔ ۶ ژانویهٔ ۱۹۴۷) سوارکار پرش اهل کانادا است.